# Marcel Loustau
Pour les articles homonymes, voir Loustau.

a Compétitions nationales et continentales officielles uniquement.

b Matchs officiels uniquement.
Marcel Loustau, né le 10 février 1900 à Sarraziet et mort le 21 décembre 1965 à Paris, est un joueur français de rugby à XV qui évolue au poste d'ailier. International français, il joue l'essentiel de sa carrière au sein du club français de l'US Dax.

## Biographie
Marcel Loustau est né le 10 février 1900 à Sarraziet, un an avant son frère Jean. Ils commencent la pratique du rugby à XV à l'école supérieure de Dax, au sein de l'équipe scolaire des Genêts à partir de l'année 1915-1916. Marcel intègre plus tard l'équipe fanion du club de la ville, l'US Dax. Il se fait remarquer par la presse régionale dès la saison 1917-1918 pour ses « redoutables crochets » d'ailier et sa pointe de vitesse. Il continue d'évoluer avec les Genêts en 1918, décrochant le titre de champion de France scolaire aux côtés de son frère Jean et de Charles Lacazedieu, aux dépens du lycée de Dijon sur le terrain de Saint-Cloud, dans un match où il inscrit trois des quatre essais de son équipe. Avec l'US Dax, il remporte le second titre de l'histoire du club, celui de champion de Côte basque en 1919. Blessé en début de saison 1919-1920, il foule ensuite à nouveau les terrains pour son second titre consécutif de Côte basque de 1re série.
Pendant la saison 1922-1923, il est invité à disputer des matchs de sélection en vue du Tournoi des Cinq Nations 1923. Après plusieurs rencontres, Loustau est appelé sous le maillot national de l'équipe de France pour affronter le 2 avril l'Angleterre. Ce match reste son unique cape internationale,.
Loustau déménage pendant l'été 1923 à Paris pour travailler au siège de la Société générale. Il évolue alors avec le CASG, club sportif de la banque. Une fois sa retraite de joueur annoncée, il reste néanmoins actif au sein de la section rugby du CASG.
Il meurt le 21 décembre 1965 à Paris.

## Palmarès
- Championnat de Côte basque de 1re série :
  - Champion : 1919, 1920 avec l'US Dax.